# Средь бела дня…
«Средь бела дня…» — советская драма, основанная на реальных событиях.
Из-за поднятой в фильме проблемы пределов необходимой обороны фильм вызвал широкий резонанс в советской публицистике.

## Сюжет
В выходной день несколько семей с детьми выезжают для отдыха за город. Однако рядом с ними оказывается компания выпивших молодых людей, среди которых есть школьник. Они провоцируют отдыхающих на конфликт, в том числе наносят удары женщинам и маленьким детям. Некоторые мужчины из числа туристов пытаются оказать сопротивление, однако хулиганы явно сильнее. Случайные свидетели не вмешиваются в завязавшуюся драку, за исключением одного купальщика, оказавшегося самбистом. Когда хулиганов с большим трудом удаётся прогнать, самбист предупреждает, что хулиганы обязательно вернутся, и настоятельно советует туристам срочно уйти, однако они игнорируют этот совет. Вскоре после того как спортсмен уходит, хулиганы действительно возвращаются, начинают с ещё большей злобой бить и унижать отдыхающих. В какой-то момент рабочий мебельной фабрики Константин Михайлович Мухин (Валерий Золотухин), не соизмеряя силы, наносит два удара березовым поленом по голове главарю хулиганов, отчего тот погибает.
Правоохранительные органы практически сразу выясняют всех фигурантов дела; удаётся найти и привлечь в качестве свидетеля и самбиста. Двух хулиганов приговаривают к небольшим условным срокам; третьего, как несовершеннолетнего, оставляют в покое. Мухина собираются наказать очень строго. Он почти сразу признаёт свою вину и считает, что совершил умышленное убийство, хотя ему предлагают признать только непредумышленное убийство по неосторожности. Особо гнетущее впечатление на него производит встреча с убитой горем матерью убитого парня. Старый следователь, прокурор и члены их семей, друзья хулиганов горячо спорят по делу Мухина. Некоторые действительно предлагают расстрелять его.
В суде слушание дела об убийстве организуют как показательный процесс в заполненном районном клубе. Так как погибший был местным, а Мухин — приезжим, сначала собравшиеся настроены на то, что убийца должен быть наказан максимально сурово. Однако, по мере выяснения обстоятельств случившегося, симпатии зала резко меняются — в ответ на страстное восклицание Мухина о том, что же должен делать человек, когда ему плюют в душу, старик, ветеран войны, выкрикивает: «Убивать! Убивать!». Судья призывает к ответственности.
Даже председатель профсоюза фабрики, где много лет работал Мухин, поначалу, опасаясь за свою репутацию, не спешил давать положительный отзыв об ударнике, ставшем убийцей. Неожиданно для всех государственный обвинитель вступается за подсудимого и произносит речь в его защиту. Однако суд всё равно приговаривает Мухина к семи годам заключения в колонии усиленного режима. В самом конце фильма сообщается, что по протесту прокурора приговор был отменён и при новом рассмотрении дела Мухин был полностью оправдан.

## В ролях
- Валерий Золотухин — Константин Михайлович Мухин
- Любовь Виролайнен — Лариса, жена Мухина
- Андрей Толубеев — Сергей Петрович Тихонов, районный прокурор
- Виктор Шульгин — Иван Ефимович Боровиков, следователь
- Светлана Немоляева — судья
- Александр Липов — адвокат
- Игорь Ефимов — адвокат
- Валерий Сергеев — Витюша Милевский
- Елена Алексеева — Валюша
- Юрий Платонов — Андрей Андреевич Фролов
- Елена Мельникова — Катерина (в титрах — Кузнецова)
- Владимир Кузнецов — Толик Столяров, главный хулиган
- Валентина Ковель — мать Столярова
- Пётр Юрченков — пловец

## Съёмочная группа
- Авторы сценария: Аркадий Ваксберг, Альбина Шульгина
- Режиссёр: Валерий Гурьянов
- Оператор: Валерий Миронов
- Композитор: Николай Мартынов